# Palicourea quadrifolia
Palicourea quadrifolia là một loài thực vật có hoa trong họ Thiến thảo. Loài này được (Rudge) DC. mô tả khoa học đầu tiên năm 1830.